# Костешть (Яловенський район)
Костешть (рум. Costești) — село в Яловенському районі Молдови. Утворює окрему комуну.
Біля міста знаходяться залишки золотоординського городища, на території якого існувало поселення в 1340-1360 роках